# Obligación solidaria
La Obligación solidaria es una modalidad de obligación con pluralidad de sujetos, que consiste en que existiendo varios deudores o acreedores, de una prestación que, pudiendo ser divisible, se puede exigir a cada uno de los deudores o acreedores por el total de ella, de manera que el efectuado o recibido por uno de ellos, extingue toda la obligación respecto del resto.

## Clasificación
- Solidaridad activa: Cualquiera de los acreedores podrá reclamar del deudor la íntegra prestación del objeto de la obligación.
- Solidaridad pasiva: En caso de pluralidad de deudores, todos quedan obligados a cumplir íntegramente la obligación cuando el acreedor le obligue a ello.
- Solidaridad mixta: Es aquella en que existe multiplicidad de acreedores y deudores.

En las obligaciones solidarias, a diferencia  de lo que sucede con las parciarias, cada deudor debe pagar la deuda en su totalidad. El pago efectuado por uno de los deudores solidarios extingue la obligación y libera a los demás codeudores de realizar el pago. El que pagó puede a su vez cobrar  a los otros codeudores la parte que les corresponde, así como el acreedor que recibió el pago debe responder ante los demás acreedores para satisfacer el pago que a cada acreedor le corresponde.
La solidaridad es entre los deudores solidarios frente al acreedor, una vez que uno de los deudores paga, la solidaridad  se extingue y se convierte entre los deudores en una obligación parciaria. 
El deudor solvente que realizó el pago total, se subroga en los derechos para cobrarle la cuota o parte de aquellos deudores que tuvieron el interés, beneficio o ventaja frente a esa obligación.